# Pyrenoïde

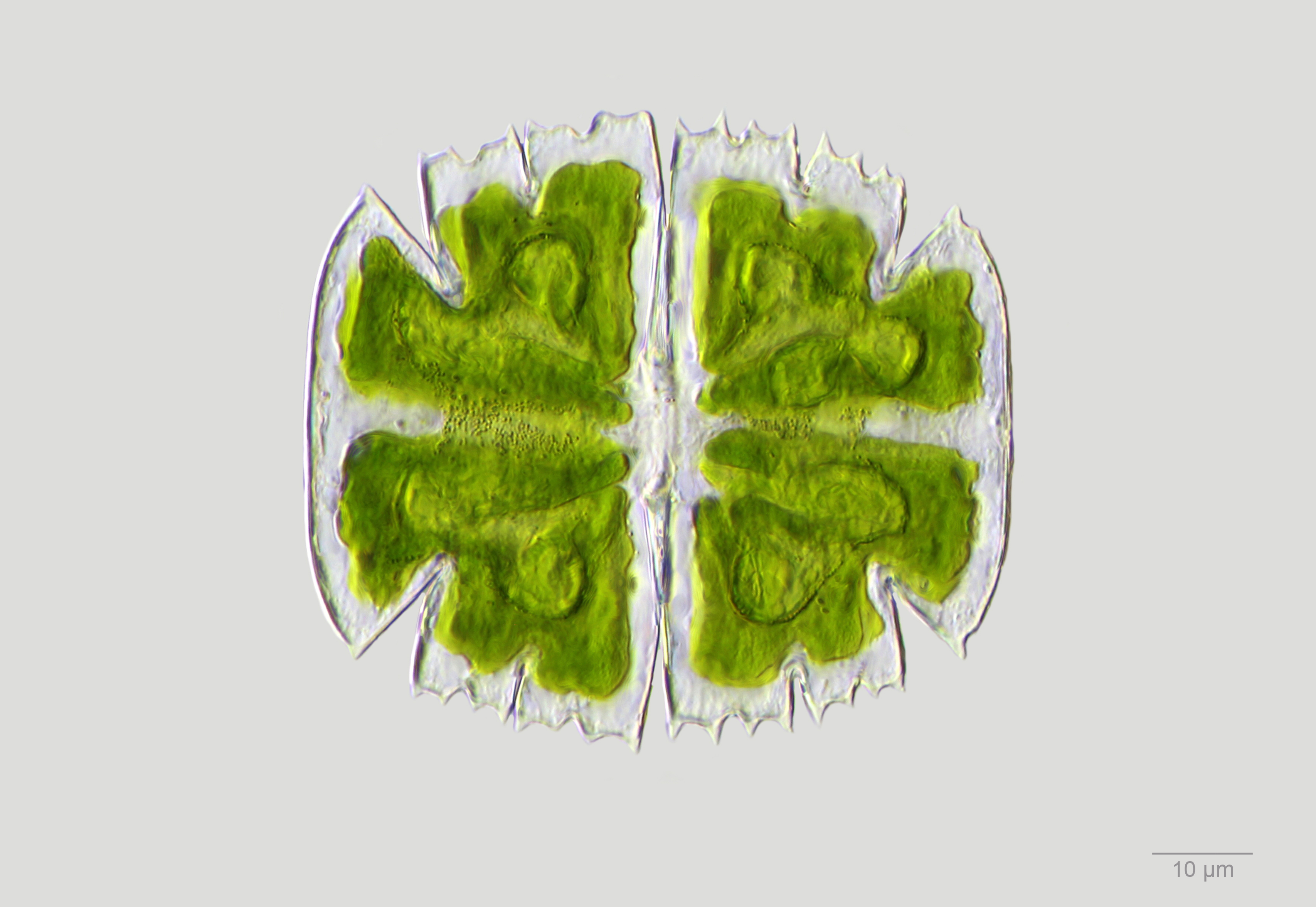
Microscopische opname van de microalg Micrasterias truncata. Elke semi-cel bevat rond de axiale chloroplast talloze pyrenoïden.

Een pyrenoïde is een cellulair microcompartiment dat voorkomt in de chloroplasten van vele algen en in een enkele groep van landplanten, de hauwmossen. Een pyrenoïde is een voornamelijk uit parakristallijne rubisco (het cruciale enzym bij de fotosynthese) bestaande structuur die met behulp van een lichtmicroscoop goed te herkennen is.

## Functie
Pyrenoïden verhogen de efficiëntie van de fotosynthese. Ze fungeren als centra van koolstoffixatie door het genereren en onderhouden van een CO2-rijke omgeving rondom het fotosynthetische enzym rubisco (ribulose-1,5-bifosfaat carboxylase oxygenase). Een hoge concentratie koolstofdioxide in pyrenoïden zorgt dat fotorespiratie (het binden van zuurstof aan rubisco in plaats van koolstofdioxide) wordt vermeden. De pyrenoïde is ook de plaats van afzetting van reservestoffen.
Rubisco is het belangrijkste enzym van calvincyclus: het zorgt ervoor dat het organisme koolstof kan vastleggen voor de vorming van glucose. De pyrenoïde is functioneel analoog aan de carboxysomen in cyanobacteriën. Algen accumuleren koolstofdioxide lokaal in de pyrenoïde, in hogere planten is het C4- of CAM-mechanisme ontwikkeld.